# Razzie Award al peggior attore protagonista
Il Razzie Award al peggior attore protagonista (Razzie Award for Worst Actor) è un ironico premio annuale assegnato dai Golden Raspberry Awards al peggior attore cinematografico dell'anno. 
Di seguito sono elencati i vari attori che sono stati candidati e i vincitori in questa categoria. 
Il premio può essere assegnato anche a coppie, attrici travestite o oggetti di scena, come Bruce lo Squalo. Il premio è stato assegnato per la prima volta durante l'edizione del 1980. L'attore che ha meritato più riconoscimenti in questa categoria è Sylvester Stallone con sei premi (inclusi i due premi speciali per il peggior attore del decennio e del secolo), seguito da Kevin Costner e Adam Sandler con tre. Dal 1980 in poi solo un vincitore ha accettato di ritirare il premio di persona, ed è stato Tom Green per Freddy Got Fingered. Gli unici attori italiani candidati nella categoria sono stati Luciano Pavarotti per Yes, Giorgio (1982), Adriano Giannini per Travolti dal destino (2002), Roberto Benigni, che si è aggiudicato il premio, per Pinocchio (2002), e Michele Morrone per 365 giorni (2020).

## Edizioni

### 1980
- 1980
  - Neil Diamond - La febbre del successo - Jazz Singer (The Jazz Singer)
  - Michael Beck - Xanadu
  - Robert Blake - Un camion in salotto (Coast to Coast)
  - Michael Caine - Vestito per uccidere (Dressed to Kill), L'isola (The Island)
  - Kirk Douglas - Saturn 3
  - Richard Dreyfuss - Competition (The Competition)
  - Anthony Hopkins - In amore si cambia (Change of Seasons)
  - Bruce Jenner - Can't Stop the Music
  - Sam J. Jones - Flash Gordon
- 1981
  - Klinton Spilsbury - La leggenda di Lone Ranger (The Legend of the Lone Ranger)
  - Gary Coleman - On the Right Track
  - Bruce Dern - Tattoo: il segno della passione (Tattoo)
  - Richard Harris - Tarzan, l'uomo scimmia (Tarzan, the Ape Man)
  - Kris Kristofferson - I cancelli del cielo (Heaven's Gate), Il volto dei potenti (Rollover)
- 1982
  - Laurence Olivier - Inchon
  - Willie Aames - Paradise, Zapped! - Il college più sballato d'America (Zapped)
  - Christopher Atkins - Il film pirata (The Pirate Movie)
  - Luciano Pavarotti - Yes, Giorgio
  - Arnold Schwarzenegger - Conan il barbaro (Conan the Barbarian)
- 1983
  - Christopher Atkins - Nudi in paradiso (A Night in Heaven)
  - Lloyd Bochner - The Lonely Lady
  - Lou Ferrigno - Hercules
  - Barbra Streisand - Yentl
  - John Travolta - Staying Alive, Due come noi (Two of a Kind)
- 1984
  - Sylvester Stallone - Nick lo scatenato (Rhinestone)
  - Lorenzo Lamas - Body Rock
  - Jerry Lewis - Comiche dell'altro mondo (Slapstick (Of Another Kind))
  - Peter O'Toole - Supergirl - La ragazza d'acciaio (Supergirl)
  - Burt Reynolds - La corsa più pazza d'America n. 2 (Cannonball Run II), Per piacere... non salvarmi più la vita (City Heath)
- 1985
  - Sylvester Stallone - Rambo 2 - La vendetta (Rambo: First Blood Part II), Rocky IV
  - Divine - Lust in the Dust
  - Richard Gere - King David
  - Al Pacino - Revolution
  - John Travolta - Perfect
- 1986
  - Prince - Under the Cherry Moon
  - Emilio Estevez - Brivido (Maximum Overdrive)
  - Judd Nelson - Blue City
  - Sean Penn - Shanghai Surprise
  - Sylvester Stallone - Cobra
- 1987
  - Bill Cosby - Leonard salverà il mondo (Leonard Part 6)
  - Bruce lo Squalo - Lo squalo 4 - La vendetta (Jaws: The Revenge)
  - Judd Nelson - Colpo di scena (From the Hip)
  - Ryan O'Neal - I duri non ballano (Tough Guys Don't Dance)
  - Sylvester Stallone - Over the Top
- 1988
  - Sylvester Stallone - Rambo III
  - Tom Cruise - Cocktail
  - Bobcat Goldthwait - Don, un cavallo per amico (Hot to Trot)
  - Jackie Mason - Due palle in buca (Caddyshack II)
  - Burt Reynolds - Poliziotto in affitto (Rent-a-Cop), Cambio marito (Switching Channels)
- 1989
  - William Shatner - Star Trek V - L'ultima frontiera (Star Trek: The Final Frontier)
  - Tony Danza - Giù le mani da mia figlia! (She's Out of Control)
  - Ralph Macchio - Karate Kid III - La sfida finale (The Karate Kid, Part III)
  - Sylvester Stallone - Sorvegliato speciale (Lock Up), Tango & Cash
  - Patrick Swayze - Vendetta trasversale (Next of Kin), Il duro del Road House (Road House)

### 1990
- 1990
  - Andrew Dice Clay - Le avventure di Ford Fairlane (The Adventures of Ford Fairlane)
  - Prince - Graffiti Bridge
  - Mickey Rourke - Ore disperate (Desperate Hours), Orchidea selvaggia (Wild Orchid)
  - George C. Scott - L'esorcista III (The Exorcist III)
  - Sylvester Stallone - Rocky V
- 1991
  - Kevin Costner - Robin Hood - Principe dei ladri (Robin Hood: Prince of Thieves)
  - Andrew Dice Clay - Dice Rules
  - Sylvester Stallone - Oscar - Un fidanzato per due figlie (Oscar)
  - Vanilla Ice - Cool as Ice
  - Bruce Willis - Hudson Hawk - Il mago del furto (Hudson Hawk)
- 1992
  - Sylvester Stallone - Fermati, o mamma spara (Stop! Or My Mom Will Shoot)
  - Kevin Costner - Guardia del corpo (The Bodyguard)
  - Michael Douglas - Basic Instinct, Vite sospese (Shining Through)
  - Jack Nicholson - Hoffa - Santo o mafioso? (Hoffa), La gatta e la volpe (Man Trouble)
  - Tom Selleck - Guai in famiglia (Folks!)
- 1993
  - Burt Reynolds - Un piedipiatti e mezzo (Cop and a Half)
  - William Baldwin - Sliver
  - Willem Dafoe - Body of Evidence - Corpo del reato (Body of Evidence)
  - Robert Redford - Proposta indecente (Indecent Proposal)
  - Arnold Schwarzenegger - Last Action Hero - L'ultimo grande eroe (Last Action Hero)
- 1994
  - Kevin Costner - Wyatt Earp
  - Macaulay Culkin - Papà ti aggiusto io! (Getting Even with Dad), Pagemaster - L'avventura meravigliosa (The Pagemaster), Richie Rich - Il più ricco del mondo (Richie Rich)
  - Steven Seagal - Sfida tra i ghiacci (On Deadly Ground)
  - Sylvester Stallone - Lo specialista (The Specialist)
  - Bruce Willis - Il colore della notte (Color of Night), Genitori cercasi (North)
- 1995
  - Pauly Shore - Un lavoro da giurato (Jury Duty)
  - Kevin Costner - Waterworld
  - Kyle MacLachlan - Showgirls
  - Keanu Reeves - Johnny Mnemonic, Il profumo del mosto selvatico (A Walk in the Clouds)
  - Sylvester Stallone - Assassins, Dredd - La legge sono io (Judge Dredd)
- 1996
  - Tom Arnold - Il grande bullo (Big Bully), A spasso col rapinatore (Carpool), The Stupids
- 1996
  - Pauly Shore - Tonto + tonto (Bio-Dome)
  - Keanu Reeves - Reazione a catena (Chain Reaction)
  - Adam Sandler - Bulletproof, Un tipo imprevedibile (Happy Gilmore)
  - Sylvester Stallone - Daylight - Trappola nel tunnel (Daylight)
- 1997
  - Kevin Costner - L'uomo del giorno dopo (The Postman)
  - Val Kilmer - Il Santo (The Saint)
  - Shaquille O'Neal - Steel
  - Steven Seagal - Fire Down Below - L'inferno sepolto (Fire Down Below)
  - Jon Voight - Anaconda
- 1998
  - Bruce Willis - Armageddon - Giudizio finale (Armageddon), Codice Mercury (Mercury Rising), Attacco al potere (The Siege)
  - Ralph Fiennes - The Avengers - Agenti speciali (The Avengers)
  - Ryan O'Neal - Hollywood brucia (An Alan Smithee Film: Burn Hollywood Burn)
  - Ryan Phillippe - Studio 54 (54)
  - Adam Sandler - Waterboy (The Waterboy)
- 1999
  - Adam Sandler - Big Daddy - Un papà speciale (Big Daddy)
  - Kevin Costner - Gioco d'amore (For Love of the Game), Le parole che non ti ho detto (Message in a Bottle)
  - Kevin Kline - Wild Wild West
  - Arnold Schwarzenegger - Giorni contati - End of Days (End of Days)
  - Robin Williams - L'uomo bicentenario (Bicentennial Man), Jakob il bugiardo (Jakob the Liar)

### 2000
- 2000
  - John Travolta - Battaglia per la Terra (Battlefield Earth: A Saga of the Year 3000), Magic Numbers - Numeri magici (Lucky Numbers)
  - Leonardo DiCaprio - The Beach
  - Adam Sandler - Little Nicky - Un diavolo a Manhattan (Little Nicky)
  - Sylvester Stallone - La vendetta di Carter (Get Carter)
  - Arnold Schwarzenegger - Il sesto giorno (The 6th Day)
- 2001
  - Tom Green - Freddy Got Fingered
  - Ben Affleck - Pearl Harbor
  - Kevin Costner - La rapina (3000 Miles to Graceland)
  - Keanu Reeves - Hardball, Sweet November - Dolce novembre (Sweet November)
  - John Travolta - Unico testimone (Domestic Disturbance), Codice: Swordfish (Swordfish)
- 2002
  - Roberto Benigni - Pinocchio
  - Adriano Giannini - Travolti dal destino (Swept Away)
  - Eddie Murphy - Pluto Nash (The Adventures of Pluto Nash), Le spie (I Spy), Showtime
  - Steven Seagal - Infiltrato speciale (Half Past Dead)
  - Adam Sandler - Otto notti di follie (Eight Crazy Nights), Mr. Deeds
- 2003
  - Ben Affleck - Daredevil, Amore estremo - Tough Love (Gigli), Paycheck
  - Cuba Gooding Jr. - Boat Trip, The Fighting Temptations, Mi chiamano Radio (Radio)
  - Justin Guarini - From Justin to Kelly
  - Ashton Kutcher - Una scatenata dozzina (Cheaper by the Dozen), Oggi sposi... niente sesso (Just Married), La figlia del mio capo (My Boss's Daughter)
  - Mike Myers - Il gatto... e il cappello matto (The Cat in the Hat)
- 2004
  - George W. Bush - Fahrenheit 9/11
  - Ben Affleck - Jersey Girl, Natale in affitto (Surviving Christmas)
  - Colin Farrell - Alexander
  - Ben Stiller - ...e alla fine arriva Polly (Along Came Polly), Anchorman - La leggenda di Ron Burgundy (Anchorman: The Legend of Ron Burgundy), Palle al balzo - Dodgeball (Dodgeball: A True Underdog Story), L'invidia del mio migliore amico (Envy), Starsky & Hutch
- 2005
  - Rob Schneider - Deuce Bigalow - Puttano in saldo (Deuce Bigalow: European Gigolo)
  - Tom Cruise - La guerra dei mondi (War of the Worlds)
  - Will Ferrell - Vita da strega (Bewitched), Derby in famiglia (Kicking & Screaming)
  - Jamie Kennedy - The Mask 2 (Son of the Mask)
  - The Rock - Doom
- 2006
  - Marlon Wayans e Shawn Wayans - Quel nano infame (Little Man)
  - Tim Allen - Santa Clause è nei guai (The Santa Clause 3: The Escape Clause), Shaggy Dog - Papà che abbaia... non morde (The Shaggy Dog), Capitan Zoom - Accademia per supereroi (Zoom)
  - Nicolas Cage - Il prescelto (The Wicker Man)
  - Larry the Cable Guy - Larry the Cable Guy: Health Inspector
  - Rob Schneider - Gli scaldapanchina (The Benchwarmers), Quel nano infame (Little Man)
- 2007
  - Eddie Murphy - Norbit
  - Nicolas Cage - Ghost Rider, Il mistero delle pagine perdute - National Treasure (National Treasure: Book of Secrets), Next
  - Jim Carrey - Number 23 (The Number 23)
  - Cuba Gooding Jr. - Il campeggio dei papà (Daddy Day Camp), Norbit
  - Adam Sandler - Io vi dichiaro marito e... marito (Now Pronounce You Chuck and Larry)
- 2008
  - Mike Myers - Love Guru (The Love Guru)
  - Larry the Cable Guy - Witless Protection
  - Eddie Murphy - Piacere Dave (Meet Dave)
  - Al Pacino - 88 minuti (88 Minutes), Sfida senza regole (Righteous Kill)
  - Mark Wahlberg - E venne il giorno (The Happening), Max Payne
- 2009
  - The Jonas Brothers - Jonas Brothers: The 3D Concert Experience (Jonas Brothers: The 3D Concert Experience)
  - Will Ferrell - Land of the Lost
  - Steve Martin - La Pantera Rosa 2 (The Pink Panther 2)
  - Eddie Murphy - Immagina che (Imagine That)
  - John Travolta - Daddy Sitter (Old Dogs)

### 2010
- 2010
  - Ashton Kutcher - Killers, Appuntamento con l'amore (Valentine's Day)
  - Jack Black - I fantastici viaggi di Gulliver (Gulliver's Travels)
  - Gerard Butler - Il cacciatore di ex (The Bounty Hunter)
  - Taylor Lautner - The Twilight Saga: Eclipse, Appuntamento con l'amore (Valentine's Day)
  - Robert Pattinson - Remember Me, The Twilight Saga: Eclipse

- 2011
  - Adam Sandler - Jack e Jill (Jack and Jill), Mia moglie per finta (Just Go with It)
  - Russell Brand - Arturo (Arthur)
  - Nicolas Cage - Drive Angry, L'ultimo dei Templari (Season of the Witch), Trespass
  - Taylor Lautner - Abduction - Riprenditi la tua vita (Abduction), The Twilight Saga: Breaking Dawn - Parte 1 (The Twilight Saga: Breaking Dawn – Part 1),
  - Nick Swardson - Bucky Larson: Born to Be a Star

- 2012
  - Adam Sandler - Indovina perché ti odio (That's My Boy)
  - Nicolas Cage - Ghost Rider - Spirito di vendetta (Ghost Rider: Spirit of Vengeance), Solo per vendetta (Seeking Justice)
  - Eddie Murphy - Una bugia di troppo (A Thousand Words)
  - Robert Pattinson - The Twilight Saga: Breaking Dawn - Parte 2 (The Twilight Saga: Breaking Dawn – Part 2)
  - Tyler Perry - Alex Cross - La memoria del killer (Alex Cross), Good Deeds

- 2013
  - Jaden Smith - After Earth
  - Johnny Depp - The Lone Ranger
  - Ashton Kutcher - Jobs
  - Adam Sandler - Un weekend da bamboccioni 2 (Grown Ups 2)
  - Sylvester Stallone - Jimmy Bobo - Bullet to the Head (Bullet to the Head), Escape Plan - Fuga dall'inferno (Escape Plan), Il grande match (Grudge Match)

- 2014
  - Kirk Cameron - Saving Christmas
  - Nicolas Cage - Left Behind
  - Kellan Lutz - Hercules - La leggenda ha inizio (The Legend of Hercules)
  - Seth MacFarlane - Un milione di modi per morire nel West (A Million Ways to Die in the West)
  - Adam Sandler - Insieme per forza (Blended)

- 2015
  - Jamie Dornan - Cinquanta sfumature di grigio (Fifty Shades of Grey)
  - Johnny Depp - Mortdecai
  - Kevin James - Il superpoliziotto del supermercato 2 (Paul Blart: Mall Cop 2)
  - Adam Sandler - Mr Cobbler e la bottega magica (The Cobbler) e Pixels
  - Channing Tatum - Jupiter - Il destino dell'universo (Jupiter Ascending)

- 2016
  - Dinesh D'Souza - Hillary's America: The Secret History of the Democratic Party
  - Ben Affleck - Batman v Superman: Dawn of Justice
  - Gerard Butler - Gods of Egypt e Attacco al potere 2 (London Has Fallen)
  - Henry Cavill - Batman v Superman: Dawn of Justice
  - Robert De Niro - Nonno scatenato (Dirty Grandpa)
  - Ben Stiller - Zoolander 2

- 2017
  - Tom Cruise - La mummia (The Mummy)
  - Johnny Depp - Pirati dei Caraibi - La vendetta di Salazar (Pirates of the Caribbean: Dead Men Tell No Tales)
  - Jamie Dornan - Cinquanta sfumature di nero (Fifty Shades Darker)
  - Zac Efron - Baywatch
  - Mark Wahlberg - Daddy's Home 2 e Transformers - L'ultimo cavaliere (Transformers: The Last Knight)

- 2018
  - Donald Trump - Death of a Nation: Can We Save America a Second Time? e Fahrenheit 11/9
  - Johnny Depp (voce) - Sherlock Gnomes
  - Will Ferrell - Holmes & Watson
  - John Travolta - Gotti - Il primo padrino (Gotti)
  - Bruce Willis - Il giustiziere della notte - Death Wish (Death Wish)

- 2019
  - John Travolta - The Fanatic
  - James Franco - Zeroville
  - David Harbour - Hellboy
  - Matthew McConaughey - Serenity - L'isola dell'inganno (Serenity)
  - Sylvester Stallone - Rambo: Last Blood

### 2020
- 2020
  - Mike Lindell - Absolute Proof
  - Robert Downey Jr. - Dolittle
  - Michele Morrone - 365 giorni (365 Days)
  - Adam Sandler - Hubie Halloween
  - David Spade - La Missy sbagliata (The Wrong Missy)
- 2021
  - LeBron James - Space Jam - New Legends (Space Jam: A New Legacy)
  - Scott Eastwood - Pericoloso (Dangerous)
  - Roe Hartrampf - Diana
  - Ben Platt - Caro Evan Hansen (Dear Evan Hansen)
  - Mark Wahlberg - Infinite
- 2022
  - Jared Leto - Morbius
  - Machine Gun Kelly - Good Mourning
  - Pete Davidson (voce) - Marmaduke
  - Tom Hanks - Pinocchio
  - Sylvester Stallone - Samaritan
- 2023
  - Jon Voight - Mercy
  - Russell Crowe - L'esorcista del papa
  - Chris Evans - Ghosted
  - Vin Diesel - Fast X
  - Jason Statham - Shark 2 - L’abisso
- 2024
  - Jerry Seinfeld - Unfrosted - Storia di uno snack americano
  - Zachary Levi - Il magico mondo di Harold
  - Joaquin Phoenix - Joker: Folie à Deux
  - Dennis Quaid- Reagan
  - Jack Black - Dear Santa

## Premi speciali

### Peggior attore del decennio
- 1989
  - Sylvester Stallone - Nick lo scatenato (Rhinestone) (1984), Rambo 2 - La vendetta (Rambo: First Blood Part II), Rocky IV (1985), Cobra (1986), Over the Top (1987), Rambo III (1988), Sorvegliato speciale (Lock Up), Tango & Cash (1989)
  - Christopher Atkins - Laguna blu (The Blue Lagoon) (1980), Il film pirata (The Pirate Movie) (1982), Nudi in paradiso (A Night in Heaven) (1983), Doppia verità (Listen to Me) (1989)
  - Ryan O'Neal - Febbre di gioco (Fever Pitch) (1985), I ragazzi duri non ballano (Tough Guys Don't Dance) (1987)
  - Prince - Under the Cherry Moon (1986)
  - John Travolta - Staying Alive (Staying Alive), Due come noi (Two of a Kind) (1983), Perfect (1985)
- 2009
  - Eddie Murphy - Pluto Nash (The Adventures of Pluto Nash) (2002), Le spie (I Spy) (2002), Showtime (2002), Norbit (2007), Piacere Dave (Meet Dave) (2008), Immagina che (Imagine That) (2009)
  - Ben Affleck - Pearl Harbor (Pearl Harbor) (2001), Daredevil (2003), Amore estremo - Tough Love (Gigli) (2003), Paycheck (2003), Jersey Girl (2004), Natale in affitto (Surviving Christmas) (2004)
  - Mike Myers - Il gatto... e il cappello matto (The Cat in the Hat) (2003), Love Guru (The Love Guru) (2008)
  - Rob Schneider - Little Nicky - Un diavolo a Manhattan (Little Nicky) (2000), Animal (The Animal) (2001), Hot Chick - Una bionda esplosiva (The Hot Chick) (2002), Deuce Bigalow - Puttano in saldo (Deuce Bigalow: European Gigolo) (2005), Gli scaldapanchina (The Benchwarmers) (2006), Cocco di nonna (Grandma's Boy) (2006), Quel nano infame (Little Man) (2006), Io vi dichiaro marito e... marito (I Now Pronounce You Chuck and Larry) (2007)
  - John Travolta - Battaglia per la Terra (Battlefield Earth) (2000), Magic Numbers - Numeri magici (Lucky Numbers) (2000), Unico testimone (Domestic Disturbance) (2001), Codice: Swordfish (Swordfish) (2001), Daddy Sitter (Old Dogs) (2009)

### Peggior attore del secolo
- 1999
  - Sylvester Stallone - "per il 99.5% di tutto ciò che abbia mai fatto"
  - Kevin Costner - Robin Hood - Principe dei ladri (Robin Hood: Prince of Thieves) (1991), Wyatt Earp (Wyatt Earp) (1994), Waterworld (1995), L'uomo del giorno dopo (The Postman) (1997), eccetera
  - Prince - Under the Cherry Moon (Under the Cherry Moon) (1986), Graffiti Bridge (1990), eccetera
  - William Shatner - "per tutti i film di Star Trek in cui abbia recitato"
  - Pauly Shore - Il mio amico scongelato (Encino Man) (1992), Un lavoro da giurato (Jury Duty) (1995), Tonto + tonto (Bio-Dome) (1996), eccetera